# Propilidium curumim
Propilidium curumim is een slakkensoort uit de familie van de Lepetidae. De wetenschappelijke naam van de soort is voor het eerst geldig gepubliceerd in 1998 door Leal & Simone.